# 1773

## Esdeveniments
- 4 de maig, Barcelona: hi esdevé l'Avalot de quintes, una protesta contra les lleves abusives, i seguit després pels Rebomboris del pa, una de les causes de la Guerra dels Matiners.
- 16 de desembre, Boston: al Boston Tea Party, un grup de manifestants disfressats d'indis mohawks llença un carregament de te al port de Boston.
- James Cook explora el Cercle Antàrtic.
- Descoberta la urea.
- Comença el Siku Quanshu.
- Supressió de la Companyia de Jesús.
- S'enllesteix la construcció del Polvorí de Montjuïc de Barcelona.

## Naixements
- 9 de febrer, Berkeley Plantation, Virgínia (EUA): William Henry Harrison, militar i polític, novè president dels EUA (m. 1841).
- 6 d'abril, Angus, Escòcia: James Mill, filòsof escocès. Va crear els principis de l'utilitarisme i del principi d'utilitat amb Jeremy Bentham. Pare de John Stuart Mill (m. 1836).[1]
- 15 de maig, Coblença (Alemanya):  Klemens Wenzel von Metternich, polític austíac, que va tenir un paper molt important al Congrés de Viena després de les guerres napoleòniques (m. 1859)[2]
- 31 de maig, Berlín (Alemanya): Johann Ludwig Tieck, escriptor alemany del romanticisme (m. 1853).[3]
- 6 de juny, l'Aleixar, Baix Camp: Simó de Guardiola i Hortoneda, Bisbe d'Urgell i Copríncep d'Andorra durant 24 anys i Abat de Montserrat.[4]
- 29 de juny, Montmaneu, diòcesi de Vic: Agustí Torres, catedràtic de lletres humanes a la universitat de Cervera (m. 1833).[5]
- 31 de juliol, Carabanchel Alto: Teresa Cabarrús, aristòcrata espanyola (m. 1835).[6]
- 18 de novembre, Japó: Tokugawa Ienari, 42è shogun.
- 6 d'octubre, París, França: Lluís Felip I de França, rei de França del 1830 al 1849 (m. 1850).[7]

## Necrològiques
Països Catalans
Món